# Nauris Birkentāls
Nauris Birkentāls (* 20. Januar 1993) ist ein ehemaliger lettischer Biathlet und Skilangläufer.
Nauris Birkentāls startete bei den Biathlon-Juniorenweltmeisterschaften 2012 in Kontiolahti erstmals bei einer internationalen Meisterschaft, wo er 73. des Einzels, 76. des Sprints und 17. des Staffelrennens wurde. Erste internationale Meisterschaft bei den Männern wurden die Sommerbiathlon-Europameisterschaften 2013 in Haanja, bei denen er 32. des Sprints und 28. der Verfolgung wurde.
Im Skilanglauf startete Birkentāls vom 2011 bis 2018 bei Rennen des Scandinavian Cups, in FIS-Rennen sowie bei nationalen Meisterschaften, ohne jedoch nennenswerte Resultate zu erreichen.